# فهرست سفیران ایران در گرجستان
در پی فروپاشی شوروی و اعلام استقلال گرجستان، روابط دیپلماتیک ایران و گرجستان آغاز گردید.
- اکبر امینیان ۱۳۷۲ تا ۱۳۷۹
- ابوالفضل خزاعی ترشیزی ۱۳۷۹ تا ۱۳۸۱
- حسین امینیان توسی۱۳۸۱ تا ۱۳۸۵
- مجتبی دمیرچی‌لو ۱۳۸۵ تا ۱۳۸۹
- مجید صمدزاده صابر ۱۳۸۹ تا ۱۳۹۲ سفیر
- عباس طالبی‌فر ۱۳۹۲ تا ۱۳۹۶
- سید جواد قوام شهیدی ۱۳۹۶ تا ۱۳۹۹ سفیر
- رسول اسلامی (معاون ) ۱۳۹۹- ۱۳۹۹
- اکبر قاسمی ۱۳۹۹ تا ۱۴۰۰  سفیر
- محمد قبادی راد (کاردار) ۱۴۰۰ تا ۱۴۰۱
- محمود ادیب ۱۴۰۱ تاکنون سفیر[۱]